# Championnat d'Europe masculin de volley-ball des moins de 21 ans 1969
Navigation
Budapest 1966 Barcelone 1971
Le 2e championnat d'Europe de volley-ball masculin des moins de 21 ans (Juniors) s'est déroulé du 6 au 14 septembre 1969 à Tallinn et Riga (URSS).

## Déroulement de la compétition

### Tour préliminaire

#### Composition des groupes
| Poule 1                              | Poule 2                                               | Poule 3                                     | Poule 4                                        | Poule 5                             | Poule 6                          |
| ------------------------------------ | ----------------------------------------------------- | ------------------------------------------- | ---------------------------------------------- | ----------------------------------- | -------------------------------- |
| Site : Tallinn Pays-Bas Turquie URSS | Site : Tallinn Belgique Bulgarie Allemagne de l'Ouest | Site : Riga Espagne Pologne Tchécoslovaquie | Site : Tallinn France Allemagne de l'Est Suède | Site : Riga Finlande Hongrie Italie | Site : Riga Roumanie Yougoslavie |

#### Poule 1
| # | Équipe   | Pts | J | G | P | Sp | Sc | Ratio | Pp | Pc  | Ratio |
| - | -------- | --- | - | - | - | -- | -- | ----- | -- | --- | ----- |
| 1 | URSS     | 4   | 2 | 2 | 0 | 6  | 0  | MAX   | 90 | 21  | 4.286 |
| 2 | Pays-Bas | 3   | 2 | 1 | 1 | 3  | 5  | 0.6   | 67 | 107 | 0.626 |
| 3 | Turquie  | 2   | 2 | 0 | 2 | 2  | 6  | 0.333 | 76 | 105 | 0.724 |

| Date     | Match              | Résultat | Sets | Sets  | Sets | Sets | Sets  | Total Points |
| Date     | Match              | Résultat | 1    | 2     | 3    | 4    | 5     | Total Points |
| -------- | ------------------ | -------- | ---- | ----- | ---- | ---- | ----- | ------------ |
| 27.09.69 | Pays-Bas - Turquie | 3 - 2    | 8-15 | 16-14 | 15-5 | 6-15 | 15-13 | 60-62        |
| 29.09.69 | URSS - Turquie     | 3 - 0    | 15-6 | 15-4  | 15-4 | -    | -     | 45-14        |
| 29.09.69 | URSS - Pays-Bas    | 3 - 0    | 15-1 | 15-4  | 15-2 | -    | -     | 45-7         |

#### Poule 2
| # | Équipe               | Pts | J | G | P | Sp | Sc | Ratio | Pp | Pc | Ratio |
| - | -------------------- | --- | - | - | - | -- | -- | ----- | -- | -- | ----- |
| 1 | Bulgarie             | 4   | 2 | 2 | 0 | 6  | 0  | MAX   | 90 | 49 | 1.837 |
| 2 | Belgique             | 3   | 2 | 1 | 1 | 3  | 3  | 1     | 69 | 64 | 1.078 |
| 3 | Allemagne de l'Ouest | 2   | 2 | 0 | 2 | 0  | 6  | 0     | 44 | 90 | 0.489 |

| Date     | Match                           | Résultat | Sets  | Sets  | Sets  | Sets | Sets | Total Points |
| Date     | Match                           | Résultat | 1     | 2     | 3     | 4    | 5    | Total Points |
| -------- | ------------------------------- | -------- | ----- | ----- | ----- | ---- | ---- | ------------ |
| 27.09.69 | Belgique - Allemagne de l'Ouest | 3 - 0    | 15-4  | 15-11 | 15-4  | -    | -    | 45-19        |
| 28.09.69 | Bulgarie - Belgique             | 3 - 0    | 15-13 | 15-2  | 15-9  | -    | -    | 45-24        |
| 29.09.69 | Bulgarie - Allemagne de l'Ouest | 3 - 0    | 15-6  | 15-9  | 15-10 | -    | -    | 45-25        |

#### Poule 3
| # | Équipe          | Pts | J | G | P | Sp | Sc | Ratio | Pp  | Pc | Ratio |
| - | --------------- | --- | - | - | - | -- | -- | ----- | --- | -- | ----- |
| 1 | Tchécoslovaquie | 4   | 2 | 2 | 0 | 6  | 2  | 3     | 109 | 79 | 1.38  |
| 2 | Pologne         | 3   | 2 | 1 | 1 | 5  | 3  | 1.667 | 109 | 77 | 1.416 |
| 3 | Espagne         | 2   | 2 | 0 | 2 | 0  | 6  | 0     | 28  | 90 | 0.311 |

| Date     | Match                     | Résultat | Sets  | Sets | Sets  | Sets | Sets  | Total Points |
| Date     | Match                     | Résultat | 1     | 2    | 3     | 4    | 5     | Total Points |
| -------- | ------------------------- | -------- | ----- | ---- | ----- | ---- | ----- | ------------ |
| 27.09.69 | Pologne - Espagne         | 3 - 0    | 15-3  | 15-8 | 15-2  | -    | -     | 45-13        |
| 28.09.69 | Tchécoslovaquie - Pologne | 3 - 2    | 13-15 | 15-9 | 15-11 | 5-15 | 16-14 | 64-64        |
| 29.09.69 | Tchécoslovaquie - Espagne | 3 - 0    | 15-4  | 15-5 | 15-6  | -    | -     | 45-15        |

#### Poule 4
| # | Équipe             | Pts | J | G | P | Sp | Sc | Ratio | Pp | Pc | Ratio |
| - | ------------------ | --- | - | - | - | -- | -- | ----- | -- | -- | ----- |
| 1 | Allemagne de l'Est | 4   | 2 | 2 | 0 | 6  | 0  | MAX   | 90 | 27 | 3.333 |
| 2 | France             | 3   | 2 | 1 | 1 | 3  | 3  | 1     | 65 | 60 | 1.083 |
| 3 | Suède              | 2   | 2 | 0 | 2 | 0  | 6  | 0     | 22 | 90 | 0.244 |

| Date     | Match                       | Résultat | Sets | Sets | Sets  | Sets | Sets | Total Points |
| Date     | Match                       | Résultat | 1    | 2    | 3     | 4    | 5    | Total Points |
| -------- | --------------------------- | -------- | ---- | ---- | ----- | ---- | ---- | ------------ |
| 27.09.69 | Allemagne de l'Est - Suède  | 3 - 0    | 15-1 | 15-2 | 15-4  | -    | -    | 45-7         |
| 28.09.69 | Allemagne de l'Est - France | 3 - 0    | 15-3 | 15-7 | 15-10 | -    | -    | 45-20        |
| 29.09.69 | France - Suède              | 3 - 0    | 15-6 | 15-4 | 15-5  | -    | -    | 45-15        |

#### Poule 5
| # | Équipe   | Pts | J | G | P | Sp | Sc | Ratio | Pp  | Pc  | Ratio |
| - | -------- | --- | - | - | - | -- | -- | ----- | --- | --- | ----- |
| 1 | Italie   | 4   | 2 | 2 | 0 | 6  | 2  | 3     | 112 | 91  | 1.231 |
| 2 | Hongrie  | 3   | 2 | 1 | 1 | 3  | 3  | 1     | 82  | 68  | 1.206 |
| 3 | Finlande | 2   | 2 | 0 | 2 | 2  | 6  | 0.333 | 76  | 111 | 0.685 |

| Date     | Match              | Résultat | Sets  | Sets  | Sets  | Sets  | Sets  | Total Points |
| Date     | Match              | Résultat | 1     | 2     | 3     | 4     | 5     | Total Points |
| -------- | ------------------ | -------- | ----- | ----- | ----- | ----- | ----- | ------------ |
| 27.09.69 | Italie - Finlande  | 3 - 2    | 15-5  | 15-9  | 10-15 | 11-15 | 15-10 | 66-54        |
| 28.09.69 | Italie - Hongrie   | 3 - 0    | 16-14 | 15-10 | 15-13 | -     | -     | 46-37        |
| 29.09.69 | Hongrie - Finlande | 3 - 0    | 15-8  | 15-4  | 15-10 | -     | -     | 45-22        |

#### Poule 6
| # | Équipe      | Pts | J | G | P | Sp | Sc | Ratio | Pp | Pc | Ratio |
| - | ----------- | --- | - | - | - | -- | -- | ----- | -- | -- | ----- |
| 1 | Roumanie    | 2   | 1 | 1 | 0 | 3  | 0  | MAX   | 45 | 25 | 1.8   |
| 2 | Yougoslavie | 1   | 1 | 0 | 1 | 0  | 3  | 0     | 25 | 45 | 0.556 |

| Date     | Match                  | Résultat | Sets  | Sets | Sets | Sets | Sets | Total Points |
| Date     | Match                  | Résultat | 1     | 2    | 3    | 4    | 5    | Total Points |
| -------- | ---------------------- | -------- | ----- | ---- | ---- | ---- | ---- | ------------ |
| 28.09.69 | Yougoslavie - Roumanie | 0 - 3    | 11-15 | 6-15 | 8-15 | -    | -    | 25-45        |

### Tour final

#### Poule de Classement 13 à 17
| # | Équipe               | Pts | J | G | P | Sp | Sc | Ratio | Pp  | Pc  | Ratio |
| - | -------------------- | --- | - | - | - | -- | -- | ----- | --- | --- | ----- |
| 1 | Allemagne de l'Ouest | 8   | 4 | 4 | 0 | 12 | 1  | 12    | 136 | 100 | 1.36  |
| 2 | Finlande             | 7   | 4 | 3 | 1 | 10 | 3  | 3.333 | 182 | 131 | 1.389 |
| 3 | Espagne              | 6   | 4 | 2 | 2 | 6  | 7  | 0.857 | 107 | 131 | 0.817 |
| 4 | Turquie              | 5   | 4 | 1 | 3 | 3  | 9  | 0.333 | 103 | 109 | 0.945 |
| 5 | Suède                | 4   | 4 | 0 | 4 | 1  | 12 | 0.083 | 83  | 140 | 0.593 |

| Date     | Match                           | Résultat | Sets  | Sets  | Sets  | Sets | Sets | Total Points |
| Date     | Match                           | Résultat | 1     | 2     | 3     | 4    | 5    | Total Points |
| -------- | ------------------------------- | -------- | ----- | ----- | ----- | ---- | ---- | ------------ |
| 02.10.69 | Finlande - Turquie              | 3 - 0    | 15-13 | 15-12 | 15-11 | -    | -    | 45-36        |
| 03.10.69 | Allemagne de l'Ouest - Turquie  | 3 - 0    | 15-7  | 15-9  | 15-6  | -    | -    | 45-22        |
| 03.10.69 | Finlande - Espagne              | 3 - 0    | 15-12 | 15-7  | 15-7  | -    | -    | 45-26        |
| 05.10.69 | Finlande - Suède                | 3 - 0    | 15-8  | 15-12 | 15-3  | -    | -    | 45-23        |
| 06.10.69 | Allemagne de l'Ouest - Suède    | 3 - 0    | -     | -     | -     | -    | -    | 0-0          |
| 06.10.69 | Espagne - Turquie               | 3 - 0    | -     | -     | -     | -    | -    | 0-0          |
| 01.10.69 | Turquie - Suède                 | 3 - 0    | 15-5  | 15-4  | 15-10 | -    | -    | 45-19        |
| 01.10.69 | Allemagne de l'Ouest - Finlande | 3 - 1    | 1-15  | 15-13 | 15-10 | 15-9 | -    | 46-47        |
| 02.10.69 | Espagne - Suède                 | 3 - 1    | 15-8  | 5-15  | 15-12 | 15-6 | -    | 50-41        |
| 05.10.69 | Allemagne de l'Ouest - Espagne  | 3 - 0    | 15-9  | 15-9  | 15-13 | -    | -    | 45-31        |

#### Poule de Classement 7 à 12
| # | Équipe      | Pts | J | G | P | Sp | Sc | Ratio | Pp  | Pc  | Ratio |
| - | ----------- | --- | - | - | - | -- | -- | ----- | --- | --- | ----- |
| 1 | Pologne     | 10  | 5 | 5 | 0 | 15 | 0  | MAX   | 226 | 104 | 2.173 |
| 2 | France      | 8   | 5 | 3 | 2 | 11 | 10 | 1.1   | 261 | 260 | 1.004 |
| 3 | Yougoslavie | 8   | 5 | 3 | 2 | 10 | 10 | 1     | 249 | 257 | 0.969 |
| 4 | Belgique    | 7   | 5 | 2 | 3 | 10 | 10 | 1     | 257 | 262 | 0.981 |
| 5 | Hongrie     | 7   | 5 | 2 | 3 | 7  | 12 | 0.583 | 237 | 254 | 0.933 |
| 6 | Pays-Bas    | 5   | 5 | 0 | 5 | 4  | 15 | 0.267 | 180 | 273 | 0.659 |

| Date     | Match                  | Résultat | Sets  | Sets  | Sets  | Sets  | Sets  | Total Points |
| Date     | Match                  | Résultat | 1     | 2     | 3     | 4     | 5     | Total Points |
| -------- | ---------------------- | -------- | ----- | ----- | ----- | ----- | ----- | ------------ |
| 01.10.69 | Yougoslavie - Hongrie  | 3 - 1    | 15-11 | 12-15 | 15-8  | 15-13 | -     | 57-47        |
| 01.10.69 | Pologne - Pays-Bas     | 3 - 0    | 15-1  | 15-1  | 15-5  | -     | -     | 45-7         |
| 01.10.69 | France - Belgique      | 3 - 2    | 15-13 | 15-17 | 10-15 | 15-9  | 15-12 | 70-66        |
| 02.10.69 | Yougoslavie - Belgique | 3 - 2    | 10-15 | 15-13 | 15-11 | 9-15  | 15-13 | 64-67        |
| 02.10.69 | Hongrie - Pays-Bas     | 3 - 1    | 16-14 | 13-15 | 15-11 | 15-5  | -     | 59-45        |
| 02.10.69 | Pologne - France       | 3 - 0    | 15-8  | 15-6  | 15-8  | -     | -     | 45-22        |
| 03.10.69 | Yougoslavie - France   | 1 - 3    | 9-15  | 15-6  | 8-15  | 14-16 | -     | 46-52        |
| 03.10.69 | Belgique - Pays-Bas    | 3 - 1    | 15-10 | 16-14 | 8-15  | 15-12 | -     | 54-51        |
| 03.10.69 | Pologne - Hongrie      | 3 - 0    | 15-7  | 16-14 | 15-6  | -     | -     | 46-27        |
| 05.10.69 | Yougoslavie - Pays-Bas | 3 - 1    | 15-10 | 14-16 | 15-10 | 15-10 | -     | 59-46        |
| 05.10.69 | Hongrie - France       | 3 - 2    | 13-15 | 16-14 | 15-6  | 13-15 | 15-11 | 72-61        |
| 05.10.69 | Pologne - Belgique     | 3 - 0    | 15-13 | 15-5  | 15-7  | -     | -     | 45-25        |
| 06.10.69 | Yougoslavie - Pologne  | 0 - 3    | 7-15  | 11-15 | 5-15  | -     | -     | 23-45        |
| 06.10.69 | France - Pays-Bas      | 3 - 1    | 11-15 | 15-6  | 15-7  | 15-3  | -     | 56-31        |
| 06.10.69 | Belgique - Hongrie     | 3 - 0    | 15-9  | 15-11 | 15-12 | -     | -     | 45-32        |

#### Poule Finale (Tallinn)
| # | Équipe             | Pts | J | G | P | Sp | Sc | Ratio | Pp  | Pc  | Ratio |
| - | ------------------ | --- | - | - | - | -- | -- | ----- | --- | --- | ----- |
| 1 | URSS               | 10  | 5 | 5 | 0 | 15 | 0  | MAX   | 181 | 101 | 1.792 |
| 2 | Bulgarie           | 9   | 5 | 4 | 1 | 12 | 4  | 3     | 167 | 118 | 1.415 |
| 3 | Roumanie           | 7   | 5 | 2 | 3 | 8  | 11 | 0.727 | 169 | 171 | 0.988 |
| 4 | Italie             | 7   | 5 | 2 | 3 | 6  | 10 | 0.6   | 109 | 182 | 0.599 |
| 5 | Allemagne de l'Est | 6   | 5 | 1 | 4 | 5  | 13 | 0.385 | 176 | 199 | 0.884 |
| 6 | Tchécoslovaquie    | 6   | 5 | 1 | 4 | 5  | 13 | 0.385 | 177 | 208 | 0.851 |

| Date     | Match                                | Résultat | Sets  | Sets  | Sets  | Sets  | Sets  | Total Points |
| Date     | Match                                | Résultat | 1     | 2     | 3     | 4     | 5     | Total Points |
| -------- | ------------------------------------ | -------- | ----- | ----- | ----- | ----- | ----- | ------------ |
| 01.10.69 | Italie - Allemagne de l'Est          | 3 - 1    | 11-15 | 15-12 | 15-9  | 15-11 | -     | 56-47        |
| 01.10.69 | URSS - Roumanie                      | 3 - 0    | 15-5  | 15-12 | 15-3  | -     | -     | 45-20        |
| 01.10.69 | Bulgarie - Tchécoslovaquie           | 3 - 0    | 15-10 | 15-9  | 16-14 | -     | -     | 46-33        |
| 02.10.69 | Bulgarie - Italie                    | 3 - 0    | 15-6  | 15-5  | 15-3  | -     | -     | 45-14        |
| 02.10.69 | URSS - Tchécoslovaquie               | 3 - 0    | 15-6  | 15-4  | 16-14 | -     | -     | 46-24        |
| 02.10.69 | Allemagne de l'Est - Roumanie        | 3 - 1    | 15-7  | 15-12 | 6-15  | 15-6  | -     | 51-40        |
| 03.10.69 | Roumanie - Tchécoslovaquie           | 3 - 2    | 15-13 | 7-15  | 15-9  | 12-15 | 15-10 | 64-62        |
| 03.10.69 | URSS - Italie                        | 3 - 0    | 15-10 | 15-8  | 15-8  | -     | -     | 45-26        |
| 03.10.69 | Bulgarie - Allemagne de l'Est        | 3 - 0    | 15-10 | 15-7  | 15-9  | -     | -     | 45-26        |
| 05.10.69 | Roumanie - Italie                    | 3 - 0    | 15-1  | 15-6  | 15-6  | -     | -     | 45-13        |
| 05.10.69 | URSS - Bulgarie                      | 3 - 0    | 15-9  | 15-9  | 15-13 | -     | -     | 45-31        |
| 05.10.69 | Tchécoslovaquie - Allemagne de l'Est | 3 - 1    | 15-11 | 15-12 | 12-15 | 16-14 | -     | 58-52        |
| 06.10.69 | URSS - Allemagne de l'Est            | 3 - 0    | -     | -     | -     | -     | -     | 0-0          |
| 06.10.69 | Bulgarie - Roumanie                  | 3 - 1    | -     | -     | -     | -     | -     | 0-0          |
| 06.10.69 | Italie - Tchécoslovaquie             | 3 - 0    | -     | -     | -     | -     | -     | 0-0          |

## Classement final
| Place              | Équipe               |
| ------------------ | -------------------- |
| Médaille d'or      | URSS                 |
| Médaille d'argent  | Bulgarie             |
| Médaille de bronze | Roumanie             |
| 4                  | Italie               |
| 5                  | Allemagne de l'Est   |
| 6                  | Tchécoslovaquie      |
| 7                  | Pologne              |
| 8                  | France               |
| 9                  | Yougoslavie          |
| 10                 | Belgique             |
| 11                 | Hongrie              |
| 12                 | Pays-Bas             |
| 13                 | Allemagne de l'Ouest |
| 14                 | Finlande             |
| 15                 | Espagne              |
| 16                 | Turquie              |
| 17                 | Suède                |